# Escape-toets

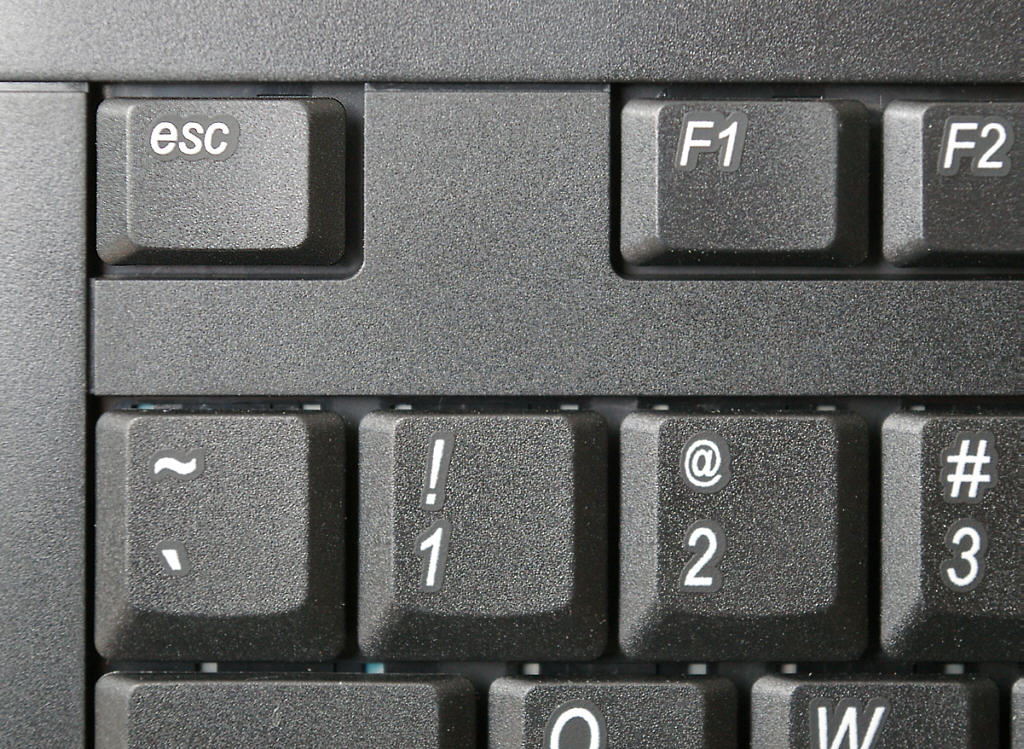
De Esc toets op een toetsenbord

De Escape-toets (Engels: ontsnappen), vaak afgekort tot Escape of Esc, is een toets op het toetsenbord van een computer. De escape-toets is bijna altijd gesitueerd in de linkerbovenhoek van een toetsenbord. Een druk op de knop zorgt er meestal voor dat acties die op dat moment worden uitgevoerd door de computer worden beëindigd.

## Gebruik
Het laden van een website kan in verschillende webbrowsers worden onderbroken met de Esc-toets. In de meeste dialoogvensters van Windows-toepassingen komt het indrukken van de escape-toets overeen met het klikken op de knop "Annuleren" of "X".

## Toetsenbord
Op een IBM/Windows-toetsenbord (QWERTY) is het de toets in de linkerbovenhoek: